# 八角枫
八角枫（学名：Alangium chinense）为山茱萸科八角枫属的植物。

## 形态
落叶小乔木，树皮淡灰黄色；小枝微呈“之”字型；嫩枝上披黄褐色毛茸，老枝光滑不开裂。宽卵形、卵形或椭圆状卵形叶子互生，具长柄，基部两侧常不对称；全缘或3～7浅裂，常为3～5裂，少为7裂，裂片为三角形或长椭圆形，先端成尾状；掌状脉3～5出。夏季开出芳香的白花，线性花瓣，聚伞花序腋生；近圆形核果，坚硬、色兰有光泽。

## 分布
分布于台湾岛、非洲、东南亚以及中国大陆的云南、江西、贵州、广西、河南、湖南、江苏、福建、西藏、甘肃、安徽、陕西、浙江、湖北、四川、广东等地，生长于海拔1,800米的地区，多生在山地及疏林中，目前尚未由人工引种栽培。

## 用途

### 药用
性味温、辛、微苦，有小毒。药用近根之皮；中医上有祛风除湿、舒筋活血、杀虫止痒之功用。

## 别名
华瓜木（中国植物图谱），𣘗木（经济植物手册）

## 异名
- Alangium chinense (Lour.) Harms ssp. strigosum Fang
- Alangium chinense (Lour.) Harms var. pauciflorum Fang
- Alangium chinense (Lour.) Harms var. triangulare (Wanger.) Fang

## 外部連結
- 八角楓, Bajiaofeng （页面存档备份，存于） 藥用植物圖像數據庫 (香港浸會大學中醫藥學院) （繁體中文）（英文）